# Banc Mikado
Le banc Mikado était un type de banc public, élément du mobilier urbain de la ville de Paris dans les années 2010.

## Histoire
Ce type de banc est conçu par l'architecte et designer Franklin Azzi et fait partie, au XXIe siècle, d'un ensemble de plates-formes conçues en tant que mobilier multifonctionnel, ainsi que l'indiquent les communiqués de la Mairie, pour « mettre à la disposition des usagers des surfaces sur-élevées [sic], qu'ils détournent ensuite en scène de concert par exemple. Dans tous les cas, ce type de mobilier est favorable au regroupement, et donc à l’animation urbaine. ». Installés sur les berges de Seine, ils sont démontés à l'entrée de l'hiver pour éviter une submersion lors d'une crue du fleuve. Sur certaines places de la ville, ils répondent à des demandes de la préfecture de police pour servir de mobilier anti-intrusion et prévenir les attaques à la voiture-bélier.
En 2021, ce type de mobilier est fortement contesté, notamment par 82 % des 2 000 votants lors d'une consultation en ligne, ainsi que par le mouvement SaccageParis. Dans une démarche visant à « retirer le mobilier inutile », la Mairie indique dans Manifeste pour une nouvelle esthétique parisienne que certains d'entre eux seront rénovés et d'autres supprimés.
En 2022, décision est prise de les retirer définitivement de la place de la République pour réimplanter 17 bancs Davioud.

## Composition
Les bancs se présentent sous forme de plusieurs longues traverses en chêne, de 9 à 11 mètres, assemblées sous forme pyramidale. Le bois présente le label du programme de reconnaissance des certifications forestières (PEFC). Ainsi les Mikado des berges de la Seine ont été réalisés avec 329 m3 de chêne certifié PEFC.